# Cerkiew św. Michała Archanioła w Šemetkovcach
Cerkiew św. Michała Archanioła w Šemetkovcach – drewniana greckokatolicka cerkiew filialna zbudowana w latach 1752-53 w Šemetkovcach.
Należy do parafii Ladomirová, dekanatu Svidník w archieparchii preszowskiej Kościoła katolickiego obrządku bizantyjsko-słowackiego.

## Historia
Niepewna jest data powstania świątyni. Według tradycji zbudowano ją w latach 1752–53. Remontowana po 1945, w latach 1967–70 i w 2000. Pierwotnie stała niżej, a na obecne miejsce przeniesiono ją po II wojnie światowej.

## Architektura i wyposażenie
Jest to budowla drewniana konstrukcji zrębowej, orientowana, dwudzielna. Nawa na rzucie wydłużonego prostokąta, z wyodrębnionym wewnętrznie babińcem o tej samej szerokości. Prezbiterium węższe zamknięte prostokątnie. Na zrębie babińca posadowiona wieża słupowo-ramowa o prostych ścianach z baniastym hełmem z pozorną latarnią. Dachy namiotowe nad nawą i prezbiterium, zwieńczone niewielkimi makowiczkami i ozdobnymi żelaznymi krzyżami. Dachy kryte gontem, ściany oszalowane. 

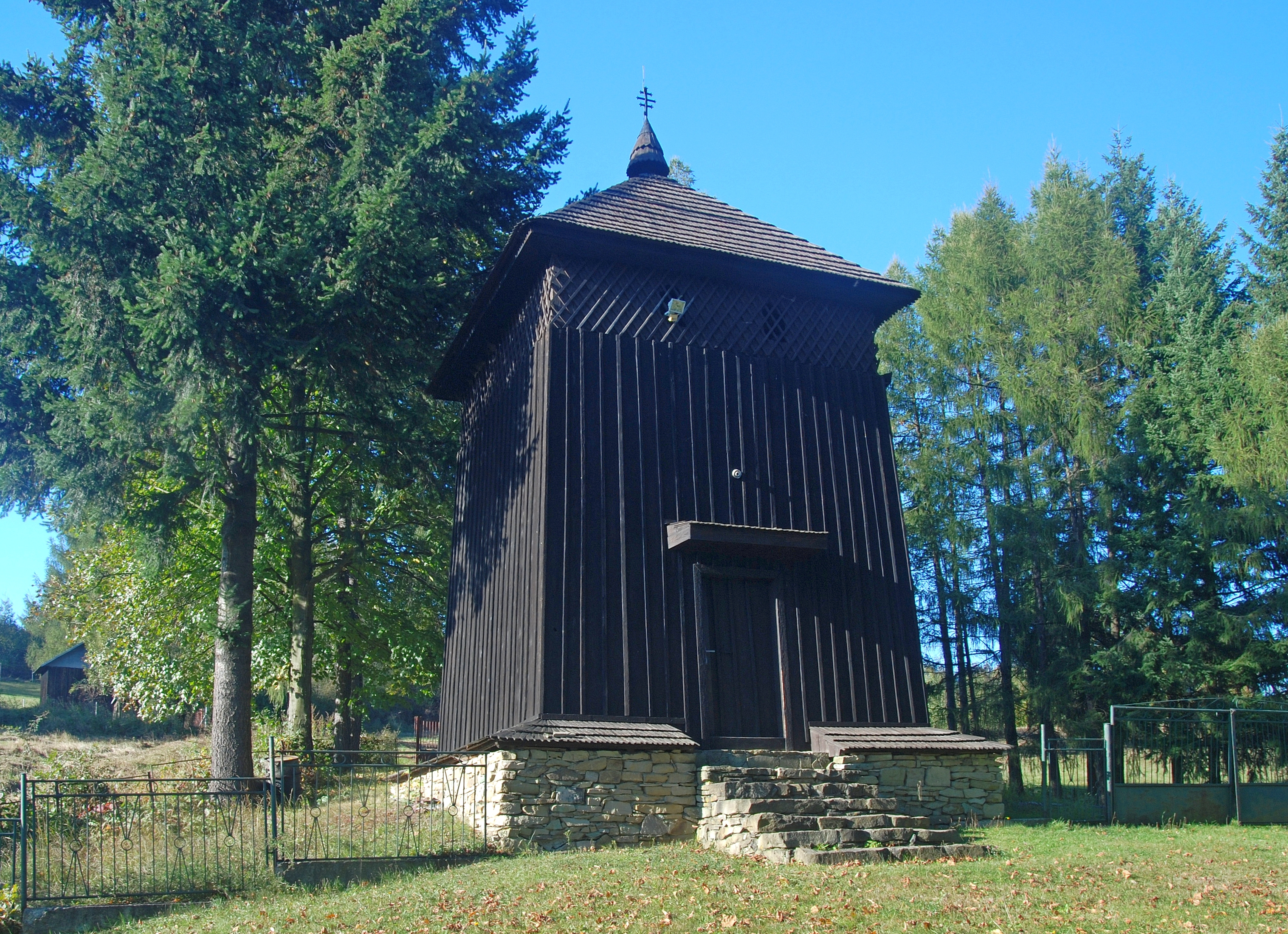
Dzwonnica
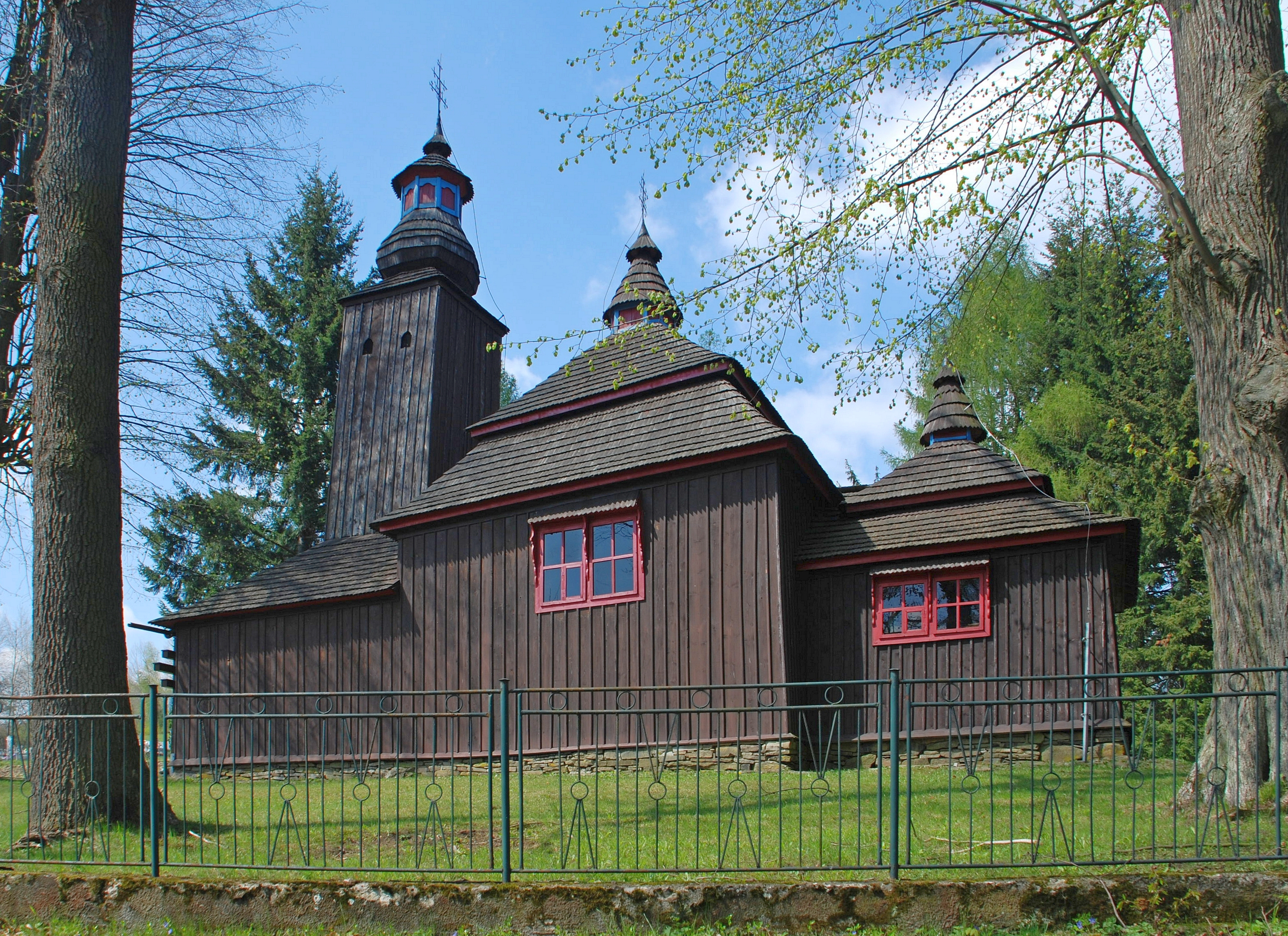
Elewacja południowa
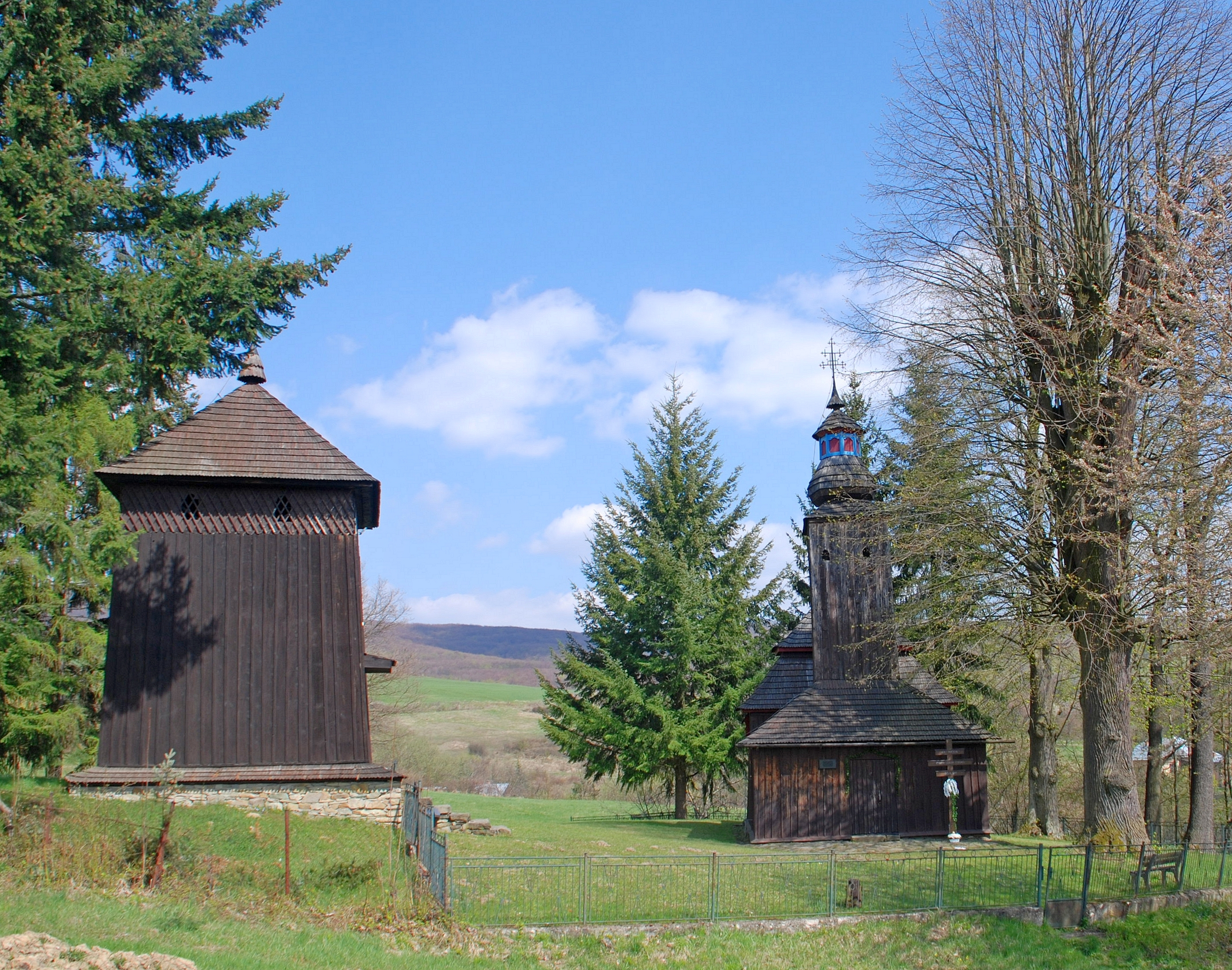
Widok ogólny

Wewnątrz stropy w postaci kopuł namiotowych i płaskie w babińcu. Ściany ozdobione były barokową polichromią ornamentalną i figuralną, ale uległy zniszczeniu i obecnie są niemal całkowicie nieczytelne. Wyposażenie pochodzi głównie z czasu budowy cerkwi i uzupełnione także ikonami ze starszej świątyni oraz kilku okolicznych cerkwi. Razem tworzą jeden z najcenniejszych zbiorów ikon w drewnianych cerkwiach na Słowacji:
- ikonostas z połowy XVIII w., przemalowany w 1838 przez Antoniego Krzyżanowskiego; z dwoma starszymi ikonami z XVII w. św. Mikołaja i Michała Archanioła
- ikona Ukrzyżowanie, najstarsza w świątyni, z XVI w.; ikony: Chrystus Nauczający z kaboszonami, Zmartwychwstanie  z XVII w., znajdujące się na ścianie południowej nawy
- ikony: Archanioła Michała z końca XVII w., Pokrow, Zaśnięcia Bogurodzicy z XVIII w., dwustrefowa Wskrzeszenia Łazarza z wizerunkiem fundatora Kacpra Humberga z 1715 i Zesłania Ducha Świętego z XIX w. na zachodniej ścianie nawy
- dwie ikony Matki Bożej Hodegetrii z XVIII w. na północnej ścianie nawy
- ikony: Opieki Bogurodzicy i Piety w ołtarzach w prezbiterium z XVIII w.